# SV Jungingen
Der SV Jungingen (vollständiger Name: Sportverein Jungingen 1946 e. V.) ist ein Sportverein aus dem gleichnamigen Stadtteil von Ulm. Der Verein wurde am 1. April 1946 gegründet und hat aktuell rund 1750 Mitglieder. Sportliche Aushängeschilder sind das Damen-Basketballteam (Landesliga) und die Frauenfußballabteilung.
Der Verein verfügt seit Ende 2017 über ein eigenes Sportvereinszentrum JuFit mit Fitness- und Gesundheitssportkursen.

## Basketball
Die Basketballabteilung wurde 1993 gegründet und nimmt seitdem mit Herren- und Damenmannschaften unter dem Namen Jungingen Roosters am Spielbetrieb teil. Die Damenmannschaft spielte dabei mehrere Jahre in der Oberliga – der höchsten Spielklasse in Baden-Württemberg.

## Fußball
1978 wurde eine Frauenfußballmannschaft gegründet. In den ersten Jahren trug man nur Freundschaftsspiele aus, bevor 1981 die ersten Punktspiele folgten. Der erste Erfolg war der Aufstieg in die Bezirksstaffel 1988. 1996 stieg die Mannschaft in die Verbandsliga Württemberg auf. Es folgten die Aufstiege in die Oberliga Baden-Württemberg im Jahre 2000 und weiter in die Regionalliga Süd 2002. In der Regionalliga wurde die Mannschaft zweimal in Folge Vizemeister. 2004 gehörte der Verein zu den Gründungsmitgliedern der 2. Bundesliga.
Die Saison in der 2. Bundesliga verlief unglücklich. Am letzten Spieltag gewann die Mannschaft zwar mit 4:1 gegen den Karlsruher SC, musste aber aufgrund des schlechteren Torverhältnisses gegenüber den punktgleichen FC Erzgebirge Aue und Karlsruher SC absteigen. Die stark verjüngte Mannschaft stieg in der folgenden Saison auch aus der Oberliga Baden-Württemberg wieder ab. In der Saison 2005/06 spielte der SV Jungingen zum bisher einzigen Mal im DFB-Pokal. Man scheiterte aber bereits in der 1. Runde am FC Erzgebirge Aue. In der Saison 2012/13 wurde die Damenmannschaft Verbandsliga-Meister und spielt damit ab der Saison 2013/14 wieder in der Oberliga. 2014/15 folgte der erneute Abstieg in die Verbandsliga Württemberg.
Die Herrenmannschaft des SV Jungingen spielt in der Bezirksliga Donau/Iller.

## Weitere Abteilungen
Boule, Freizeitsport, Gymnastik, Leichtathletik, Tennis, Gesundheitssport.